# Robert Mills (roddare)
Robert Mills, född den 9 december 1957 i Halifax, Nova Scotia, är en kanadensisk roddare.
Han tog OS-brons i singelsculler i samband med de olympiska roddtävlingarna 1984 i Los Angeles.